# Laura Nyro
Laura Nyro (n. 18 octombrie 1947 – d. 8 aprilie 1997) a fost o cântăreață, textieră și pianistă americană.

## Discografie
- 1967 – More Than a New Discovery
- 1968 – Eli and the Thirteenth Confession
- 1969 – New York Tendaberry
- 1970 – Christmas and the Beads of Sweat
- 1971 – Gonna Take a Miracle (cu Labelle)
- 1973 – First Songs
- 1976 – Smile
- 1978 – Nested
- 1984 – Mother's Spiritual
- 1993 – Walk the Dog and Light the Light
- 2001 – Angel in the Dark (album post-mortem 1994–1995)